# 苇羚
葦羚是一種生活於中非的羚羊，大部份生活於近水的草原。牠們的毛皮是紅色，在尾部較淺色，而腹部呈白色。雄性有著彎曲向前的角，這對角重約55公斤。
葦羚是小群生活，一群葦羚數量很少，甚至可能是獨居。牠們位於中非其中一種在日間活躍的動物，但在日間最高溫期間牠們則會躲到較涼的地方。
雄性葦羚有獨特的呼叫聲，而雌性則有著像青蛙的嗄聲。牠們的妊娠期為7.5個月。

## 外部連結
- David Burnie. . DK Publishing. 2005: 251. ISBN 978-0-7894-7764-4.